# Lycosa ferriculosa
Lycosa ferriculosa là một loài nhện trong họ Lycosidae.
Loài này thuộc chi Lycosa. Lycosa ferriculosa được Ralph Vary Chamberlin miêu tả năm 1919.